# Къща на Досю Вълев
Къщата на Досю Вълев се намира на улица „Генерал Столетов“ №121 в Стара Загора.
Построена е през 1910 г. за семейството на фабриканта и общественик Досю Вълев. Къщата е единствената в Стара Загора в неокласически стил. Централният вход е с фронтон и балкон.